# Ignacy Kapica Milewski
Ignacy Kapica Milewski (Ignacy Wawrzyniec Hiacynt Kapica Milewski) h. Tuczyński  (ur. 15 sierpnia 1763 w Żędzianach, parafia Tykocin, zm. około 4 stycznia 1817 w Brzeźnicy koło Brańska) – wiceregent archiwum grodzkiego w Brańsku, autor herbarza, kopista akt.

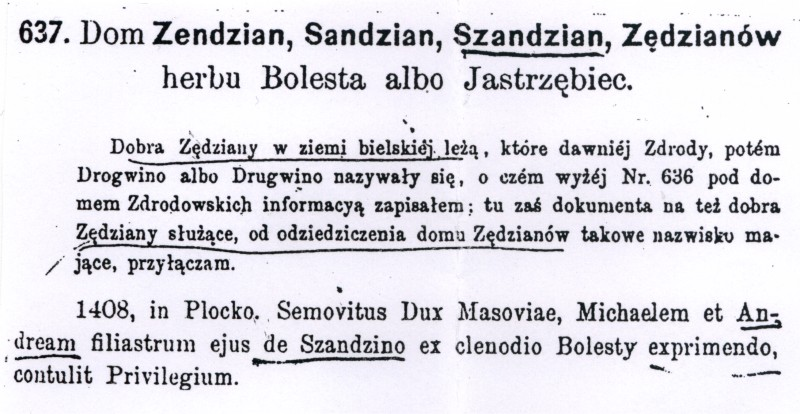
Fragment z Herbarza Ignacego Kapicy Milewskiego

## Życiorys
Syn Dominika i Marianny Makowskiej. Uczęszczał do szkoły parafialnej ojców misjonarzy w Tykocinie, a potem do kolegium pijarskiego w Łomży. Dwaj jego bracia wybrali karierę wojskową, trzeci został duchownym, a Ignacy trafił, zapewne na początku lat 80. XVIII w., do kancelarii grodzkiej i ziemskiej w Brańsku. Od początku jego działalności jego zainteresowania krążyły wokół genealogii. Już w 1783 r. sporządził tablicę genealogiczną swego rodu, którą wpisano do akt ziemskich w Tykocinie.
Archiwum brańskie zaliczano do największych na Podlasiu i znajdowało się w obrębie zabudowanym placu dworu królewskiego (przy obecnej ul. Senatorskiej). W połowie lat 80. XVIII w. starosta szczyrzycki i pan na Boćkach Piotr Potocki nakazał Kapicy kopiowanie akt z Podlasia i wschodniego Mazowsza do swojego prywatnego archiwum. Realizując zlecenie Kapica wykonywał kopie i wypisy z archiwów ziemskich w Brańsku, a także w Drohiczynie, Goniądzu, Łomży, Mielniku, Nurze, Surażu,  Tykocinie, Wiźnie, Zambrowie i innych miejscowościach.
W sprawozdaniach z działalności z satysfakcją donosił, że dokumenty: "...nadpsute i nadbutwiałe, już już znikające, przez wypisanie extraktami są teraz ocalone i ożywione". Pierwszy etap pracy obejmował wykonanie kopii na około ośmiu tysiącach kart, za co wynagrodzenie wyniosło dwa tysiące dukatów. Prace kontynuowano, a umówiona zapłata miała wynosić tym razem trzy tysiące dukatów. Zamawiający jednak zmarł, jednak Ignacy nadal wykonywał kopie. W rezultacie powstał zbiór dokumentów, który zalicza się współcześnie do najbogatszych i najcenniejszych źródeł do historii Podlasia i Mazowsza północno-wschodniego.
W 1799 Kapica Milewski urządził bogatą bibliotekę przy klasztorze i seminarium ojców misjonarzy w Tykocinie.
Kapica miał nadzieję na wydanie swojego herbarza przez warszawskie Towarzystwo Przyjaciół Nauk; zrzekł się nawet należnego mu honorarium. Herbarz został jednak wydany dopiero w 1870, a więc po śmierci autora, pod tytułem "Herbarz Ignacego Kapicy  Milewskiego (dopełnienie Niesieckiego") (Kraków 1870). Dzieło to ukazało się nakładem Biblioteki XX. Czartoryskich w Sieniawie z wstępem Zygmunta Glogera, który podjął się opracowania i zaopatrzył w tytuł:. 
Ignacy Kapica zmarł w wieku 54 lat. 6 stycznia 1817 został pochowany na cmentarzu miejskim (obecnie prawosławnym) w Brańsku.

## Upamiętnienie
- 13 kwietnia 2021 roku powstała Fundacja im. Ignacego Kapicy, której celem jest popularyzacja spuścizny Ignacego Kapicy Milewskiego oraz kontynuacja jego pracy[3].